# 劉智井
劉智井（5世紀—470年9月5日），宋明帝刘彧第五子，母为郑修容。
宋明帝无生育能力，诸弟的姬妾怀孕后，送入宫中，生子后，杀其母，交给受宠的六宫嫔妃抚养。
泰始六年六月己亥（470年7月20日），劉智井出继东平冲王劉休倩。同年七月丙戌（470年9月5日），劉智井去世。劉智井去世后，宋明帝立第八子劉跻为临庆王，出继劉休倩。